# Gert Wingårdh
Gert Wingårdh (* 26. April 1951 in Skövde) ist ein schwedischer Architekt mit seinem Hauptbüro in Göteborg und einem zweiten Büro in Stockholm.
Wingårdh studierte Kunstgeschichte und Architektur in den 1970er Jahren an der Universität Göteborg und in der Technischen Hochschule Chalmers.
In einem Interview erzählte er, dass es ein Besuch des Pantheon (Rom) war, bei dem er den Beschluss fasste, Architekt zu werden. Sein Diplom in Architektur erhielt er 1975 an der Technischen Hochschule.
Im Laufe der nächsten Jahre hatte er eine Reihe von Aufträgen in den Vereinigten Staaten und in Deutschland. Wingårdh gilt im Allgemeinen als der berühmteste lebende schwedische Architekt. In der öffentlichen Debatte in Schweden war er ein starker Befürworter von Wolkenkratzern.
Wingårdh begann als Postmodernist in den 1980er Jahren. Er ist bekannt dafür, neue Tendenzen in der Architektur schnell aufzunehmen und sie mit einer persönlichen ausdrucksvollen Sprache zu deuten.

## Ausgewählte Projekte

### Bauwerke

#### Fertiggestellt
- 1986–1988 Öijared Executive Country Club, Lerum
- 1993–? Astra Zeneca Forschungsanlage, Mölndal
- 1996–1999 Schwedische Botschaft im Komplex Nordische Botschaften, Berlin
- 1999–2001 Universeum Science Centre, Göteborg
- 1997–2001 Auditorium bei Technische Hochschule Chalmers, Göteborg
- 1999–2001 Apartmenthaus bei Bo01, Malmö
- 1997–2001 Arlanda flight control tower, Sigtuna
- 2001–2006 Aranäs Schule, Kungsbacka
- 2003–2006 House of Sweden, Washington, D.C.
- 2003–2008 K:fem Shopping, Stockholm
- 2004–2008 Müritzeum Naturkundemuseum, Mecklenburg
- 2005–2007 Citadellbadet Schwimmbad, Landskrona
- 2006–2008 Malmö Arena, Malmö
- 2008–2010 Haus 10, Kista
- 2006–2011 Spira Konzerthaus und Theater, Jönköping
- 2007–2012 Emporia shopping center, Malmö
- 2008–2011 Naturkundemuseum Tåkern, Mjölby
- 2008–2012 Victoria Tower, Stockholm (Kista)
- 2006–2013 Aula bei Karolinska Institutet, Solna
- 2011 Kuggen, Göteborg
- 2013–2014 Naturkundemuseum naturum Laponia, Gällivare
- 2018–2023 Wohnhaus Parkschule, Ängelholm

- 2022: 120 Meter hoher Hochhausturm (Pasteurs tårn) in Carlsberg (Kopenhagen)
- 2025:  80 Meter hoher Hochhausturm (Carls Tårn) in Carlsberg (Kopenhagen)

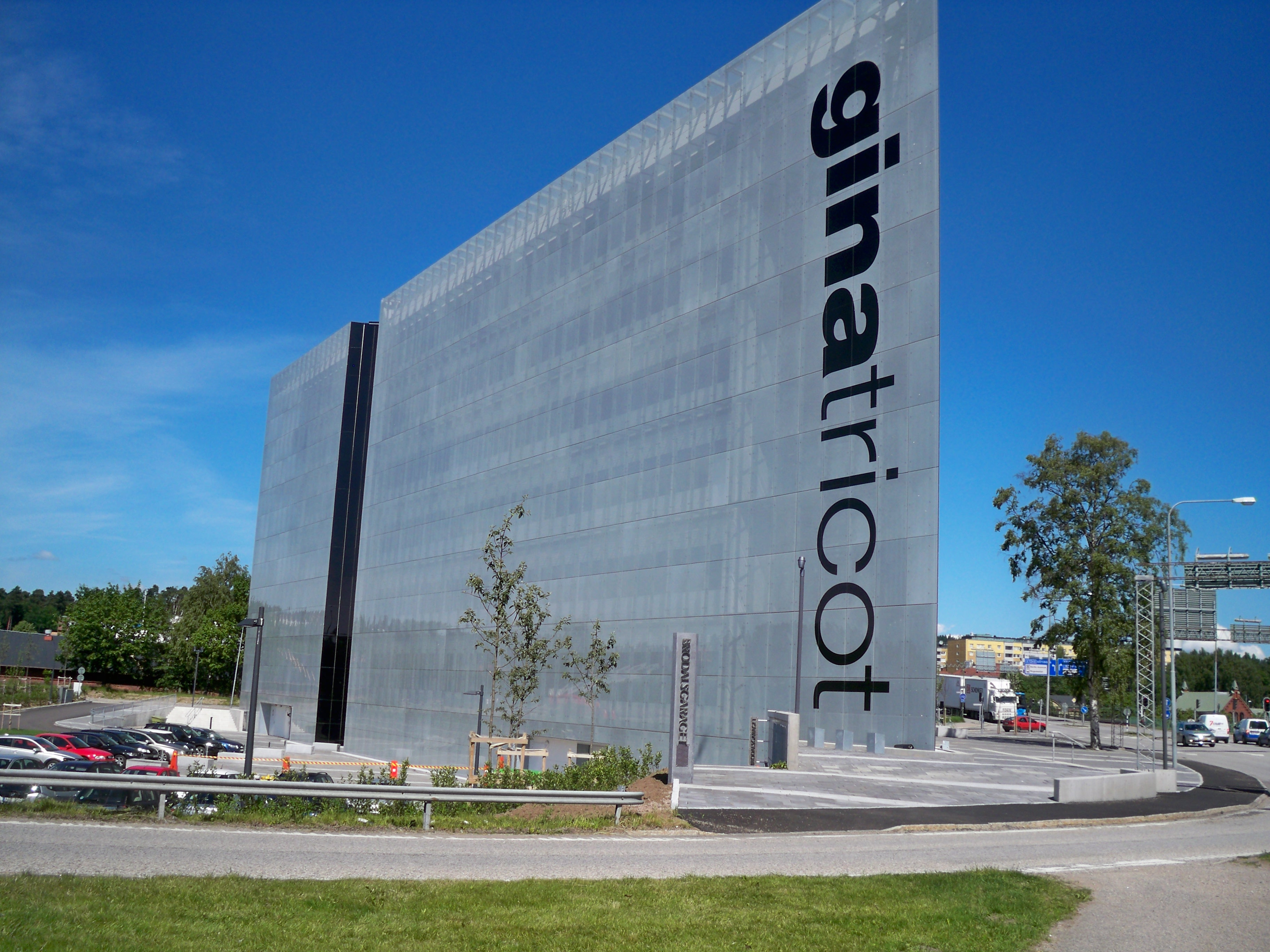
Hauptgebäude des Modehauses Gina Tricot in Borås
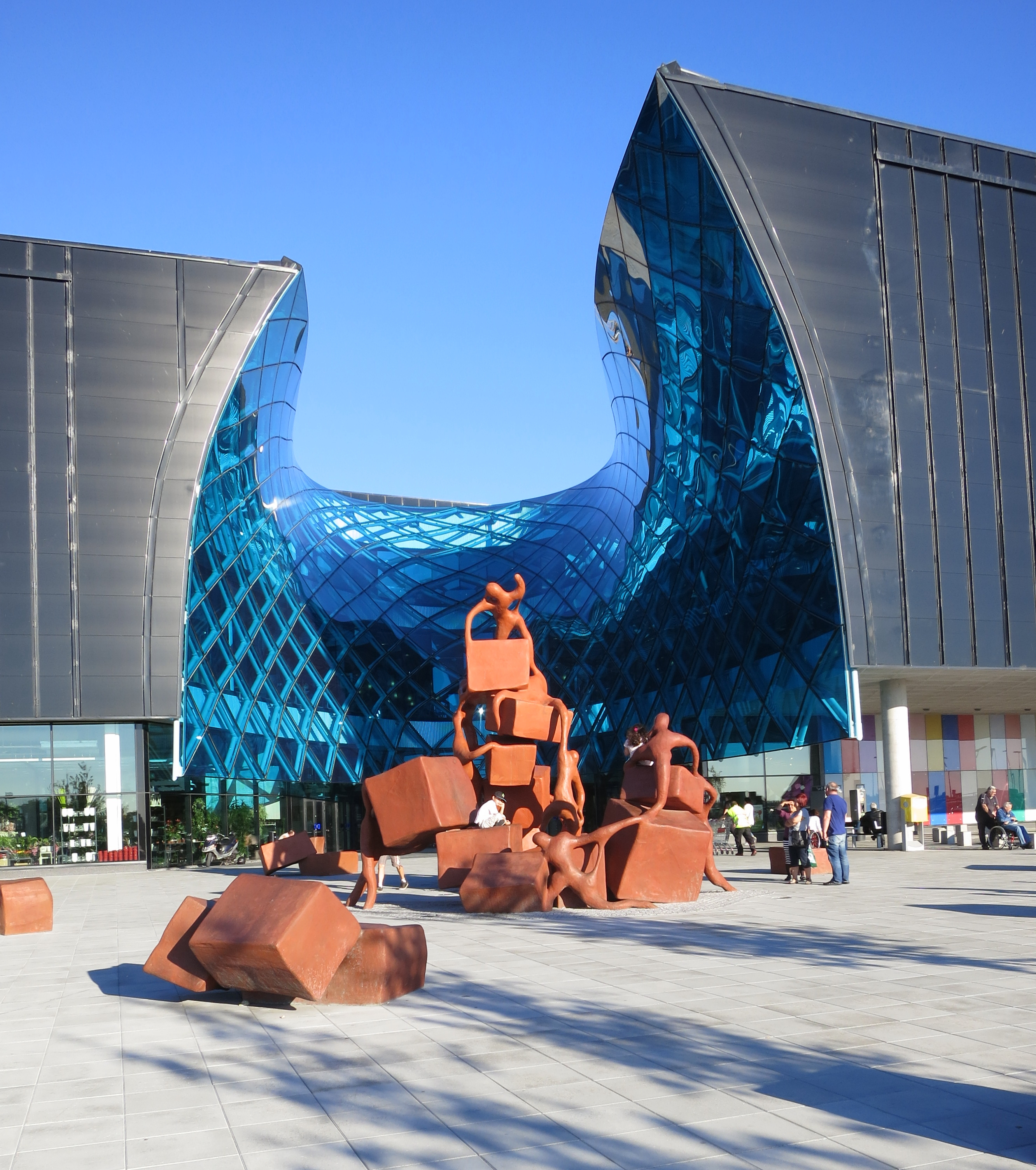
Emporia Shopping Center, Malmö
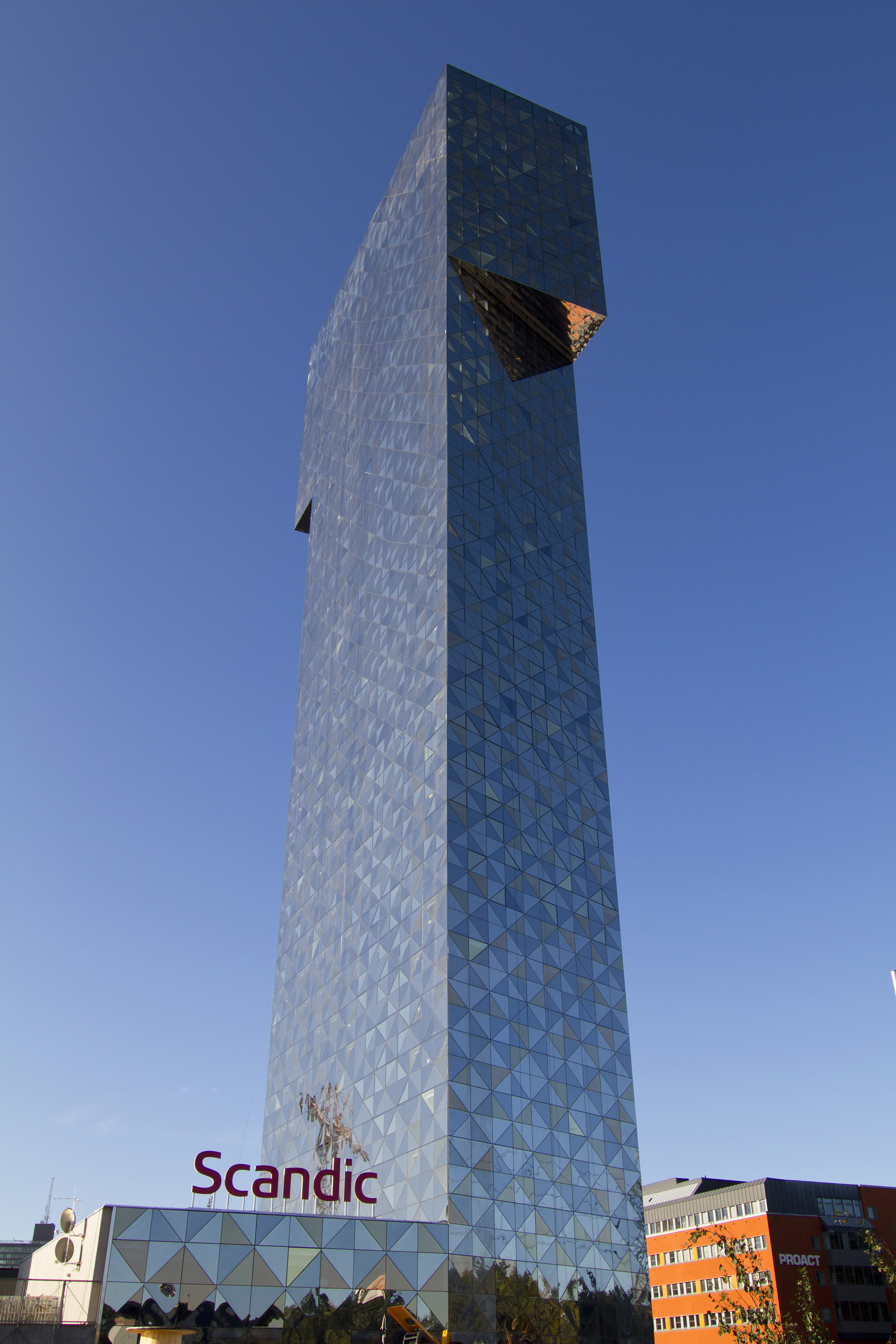
Victoria Tower, Stockholm-Kista
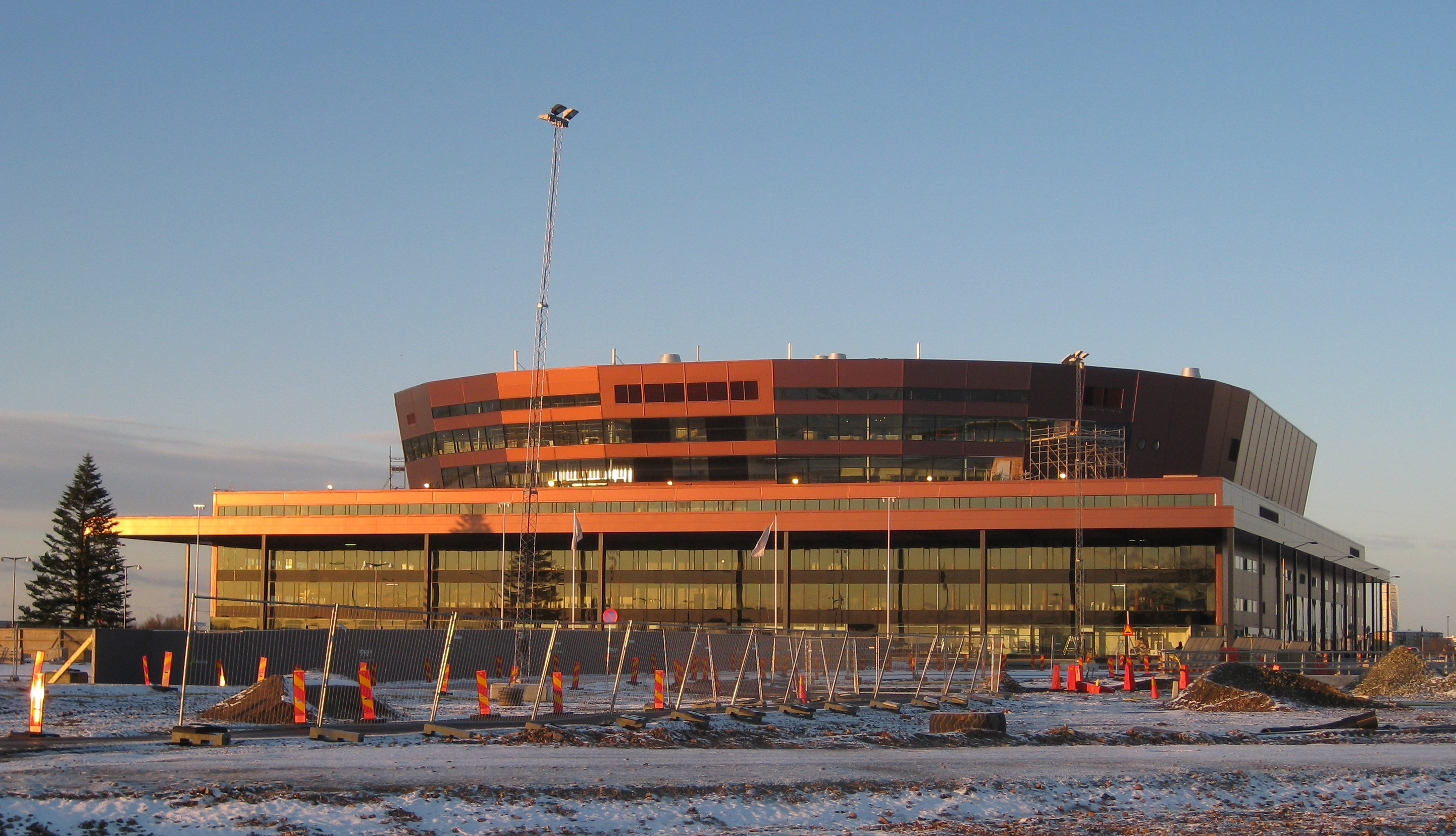
Malmö Arena